# Althen (Leipzig)

Althen auf einer Karte von 1899

Althen ist ein Stadtteil im Stadtbezirk Ost von Leipzig. Er bildet zusammen mit Kleinpösna und Hirschfeld den Ortsteil Althen-Kleinpösna.

## Lage
Althen liegt am östlichen Rand des Stadtgebiets von Leipzig. Es wird von der Staatsstraße 78 durchzogen, die nördlich von Althen (auf Borsdorfer Flur) in die B 6 mündet.

## Geschichte
Die Besiedlung der Althener Flur lässt sich bis ins 11. Jahrhundert zurückverfolgen, als deutsche Siedler den Ort als Angerdorf erbauten, dessen Struktur noch heute erkennbar ist. Die erste urkundliche Erwähnung des Dorfes stammt aus dem Jahre 1270. 1486 begründete Herzog Albrecht die Lehnsherrschaft seines Rats Johann Preußer. Während des Schmalkaldischen Kriegs (1547) und während des Dreißigjährigen Kriegs (1632 und 1642) wurde Althen geplündert und in Brand gesteckt. 1708 erwarb der Leipziger Professor Quintus Septimus Florens Rivinius den Ort, bis er nach mehreren Eigentümerwechseln vom Rat der Stadt Leipzig gekauft wurde. 1714 kam es zum Neubau des mittelalterlichen Kirchenschiffs.
Während der Völkerschlacht im Jahr 1813 wurden auch die Bevölkerung und die Bausubstanz von Althen in Mitleidenschaft gezogen. Bereits Wochen vor der Schlacht kam es zur Einquartierung von Truppen und zur Erhebung von Abgaben an das Militär. Im Verlauf der Kampfhandlungen durchquerten zunächst die Franzosen auf ihrem Rückzug in Richtung Paunsdorf und Mölkau den Ort, anschließend marschierten österreichische Truppen und die Kosaken des Hermann Platow durch das Dorf. Sie sicherten den Ostraum am 18. Oktober 1813 zwischen Taucha, Schönefeld und Holzhausen, so dass damit eine Rückzugsoption der Franzosen in die Festung Torgau verwehrt war. An die Ereignisse dieser Schlacht erinnert seit 1998 ein Diorama in der Althener Heimatstube sowie eine dort 2002 angebrachte Gedenktafel.
1836 wurde bei Althen mit dem Bau der ersten Ferneisenbahnstrecke zwischen Leipzig und Dresden begonnen. Die erste Teilstrecke zwischen Leipzig und Althen wurde am 24. April 1837 in Betrieb genommen. An der Endstation in Althen befand sich damals das erste – wenngleich auch provisorische – Bahnhofsrestaurant auf deutschem Gebiet. Nach der Eröffnung der Strecke nach Dresden am 7. April 1839 war allerdings kein fahrplanmäßiger Halt in dem 140 Einwohner zählenden Dorf mehr vorgesehen. Althen lag bis 1856 im kursächsischen bzw. königlich-sächsischen Kreisamt Leipzig. Ab 1856 gehörte der Ort zum Gerichtsamt Taucha und ab 1875 zur Amtshauptmannschaft Leipzig. 1952 kam Althen zum Kreis Leipzig-Land im Bezirk Leipzig, der 1994 im Landkreis Leipziger Land aufging.
Nach 1990 setzte in dem überwiegend von Landwirtschaft dominierten Dorf eine rege Bautätigkeit ein, die zur Vervierfachung der Einwohnerzahl auf über 1500 führte. Am 1. Januar 1994 wurde Althen nach Engelsdorf, zum 1. Januar 1999 gemeinsam mit Engelsdorf nach Leipzig eingemeindet. 2000 wurde eine Partnerschaft mit Althen-des-Paluds in Südfrankreich aufgenommen.

## Bevölkerung
Angaben sind nur für den gesamten Ortsteil Althen-Kleinpösna verfügbar.
| Jahr | Einwohner |
| ---- | --------- |
| 2000 | 1.983     |
| 2005 | 2.125     |
| 2010 | 2.109     |
| 2015 | 2.146     |
| 2020 | 2.106     |
| 2024 | 2.194     |

Stand: 31.12. des jeweiligen Jahres

## Politik
Bei den Wahlen zum Sächsischen Landtag gehört Althen zum Wahlkreis Leipzig 2, bei Bundestagswahlen zum Bundestagswahlkreis Leipzig I (Wahlkreis 151).
Die Bundestagswahl 2025 führte bei einer Wahlbeteiligung von 78,8 % zu folgendem Zweitstimmenergebnis:
| Partei    | Althen-Kleinpösna | Stadt Leipzig |
| --------- | ----------------- | ------------- |
| Die Linke | 07,7 %            | 22,5 %        |
| AfD       | 42,5 %            | 21,9 %        |
| CDU       | 24,2 %            | 16,6 %        |
| Grüne     | 03,4 %            | 13,6 %        |
| SPD       | 06,8 %            | 10,7 %        |
| BSW       | 08,2 %            | 07,4 %        |
| FDP       | 03,2 %            | 03,2 %        |
| Sonstige  | 03,9 %            | 04,3 %        |

## Sehenswürdigkeiten
- Kirche Althen, Ende des 13. Jahrhunderts errichtet, 1714 barock umgestaltet
- Gedenkstein 150 Jahre erste deutsche Ferneisenbahn Leipzig–Dresden, 1987 errichtet

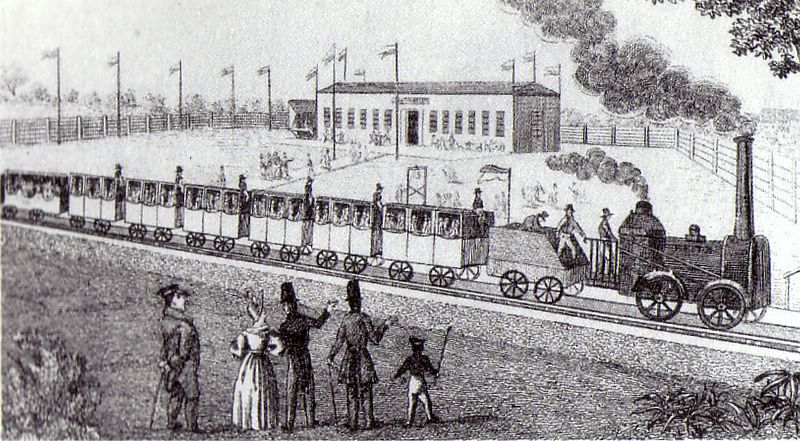
Stationsrestaurant von Althen (um 1837)
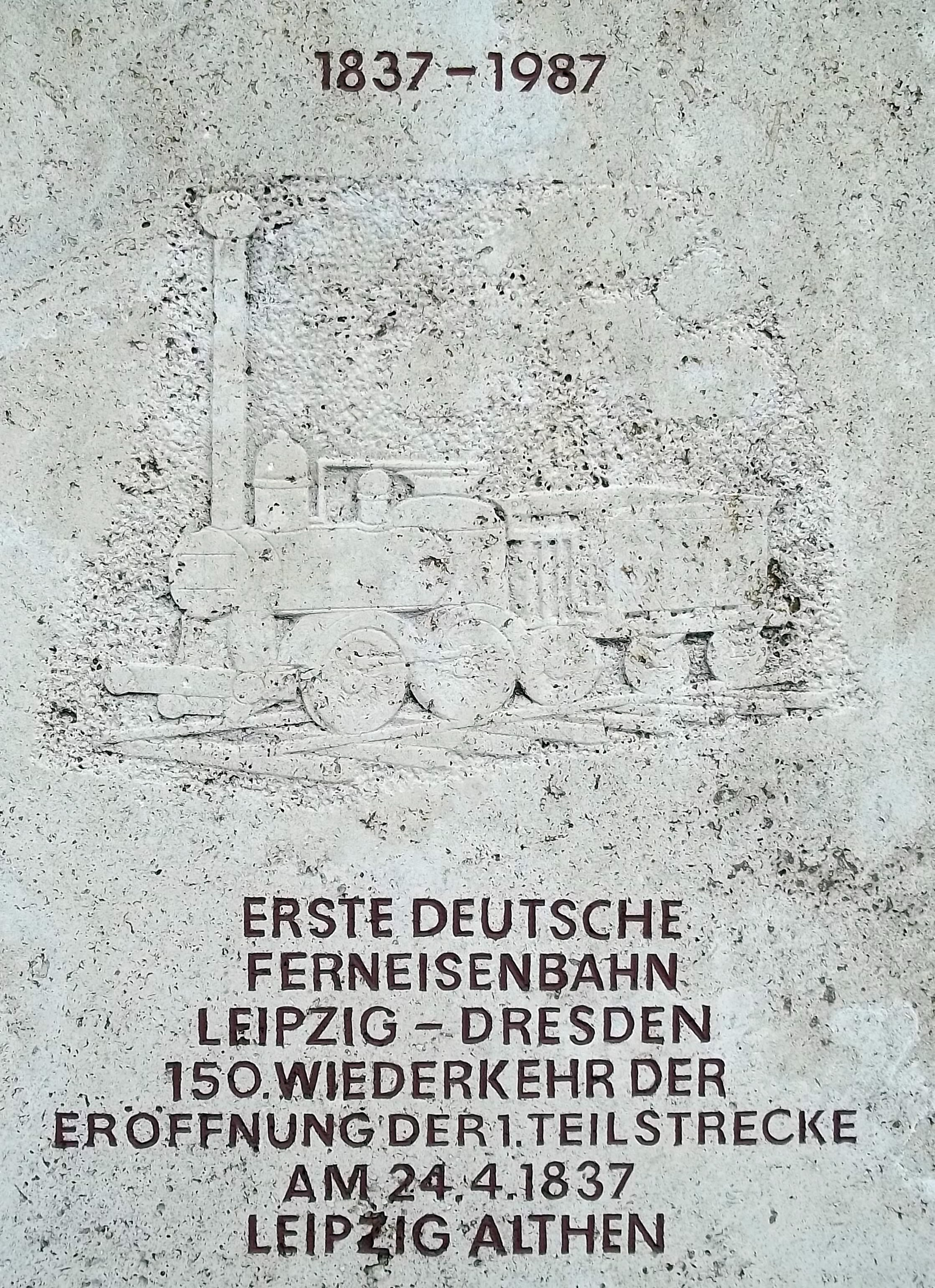
Gedenkstein 150 Jahre erste deutsche Ferneisenbahn Leipzig–Dresden
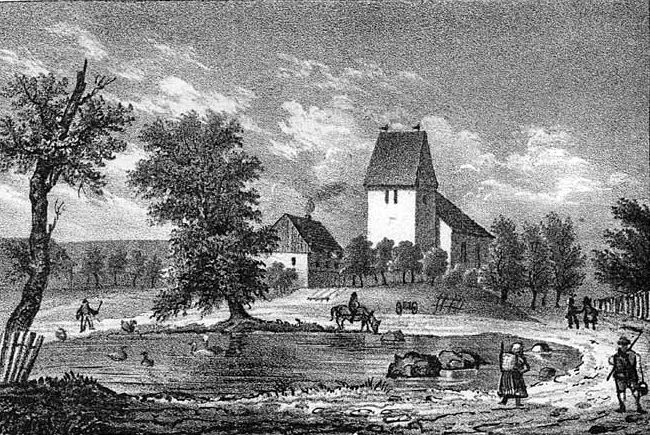
Dorfkirche von Althen (um 1850)
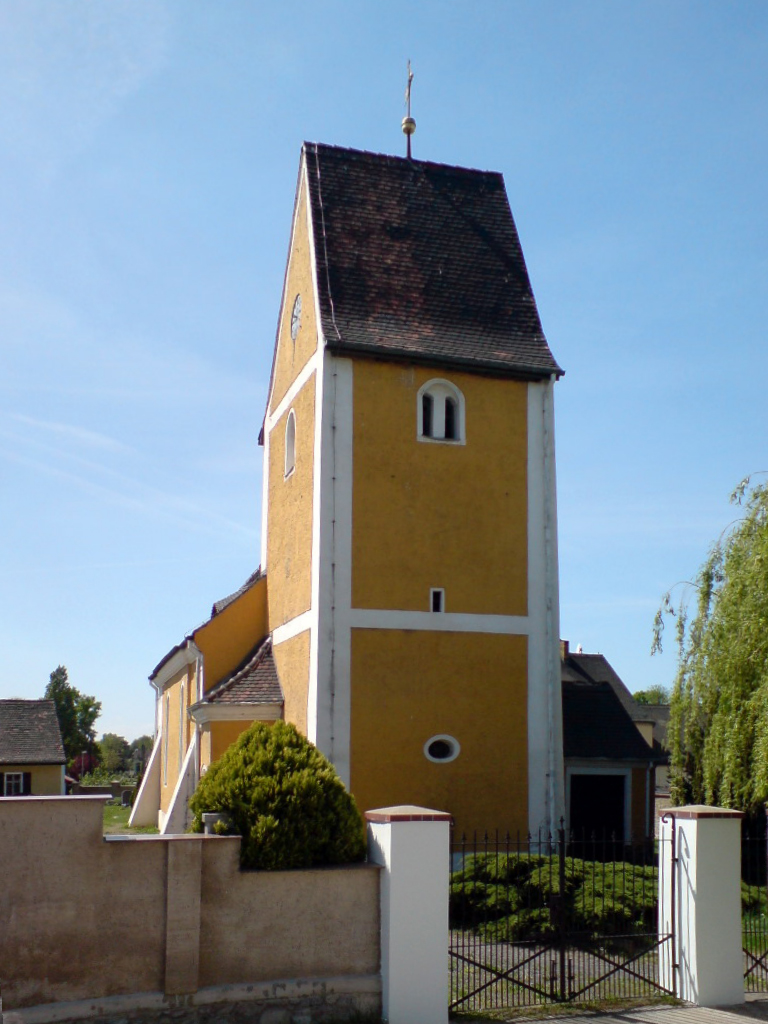
Kirche Althen (2008)
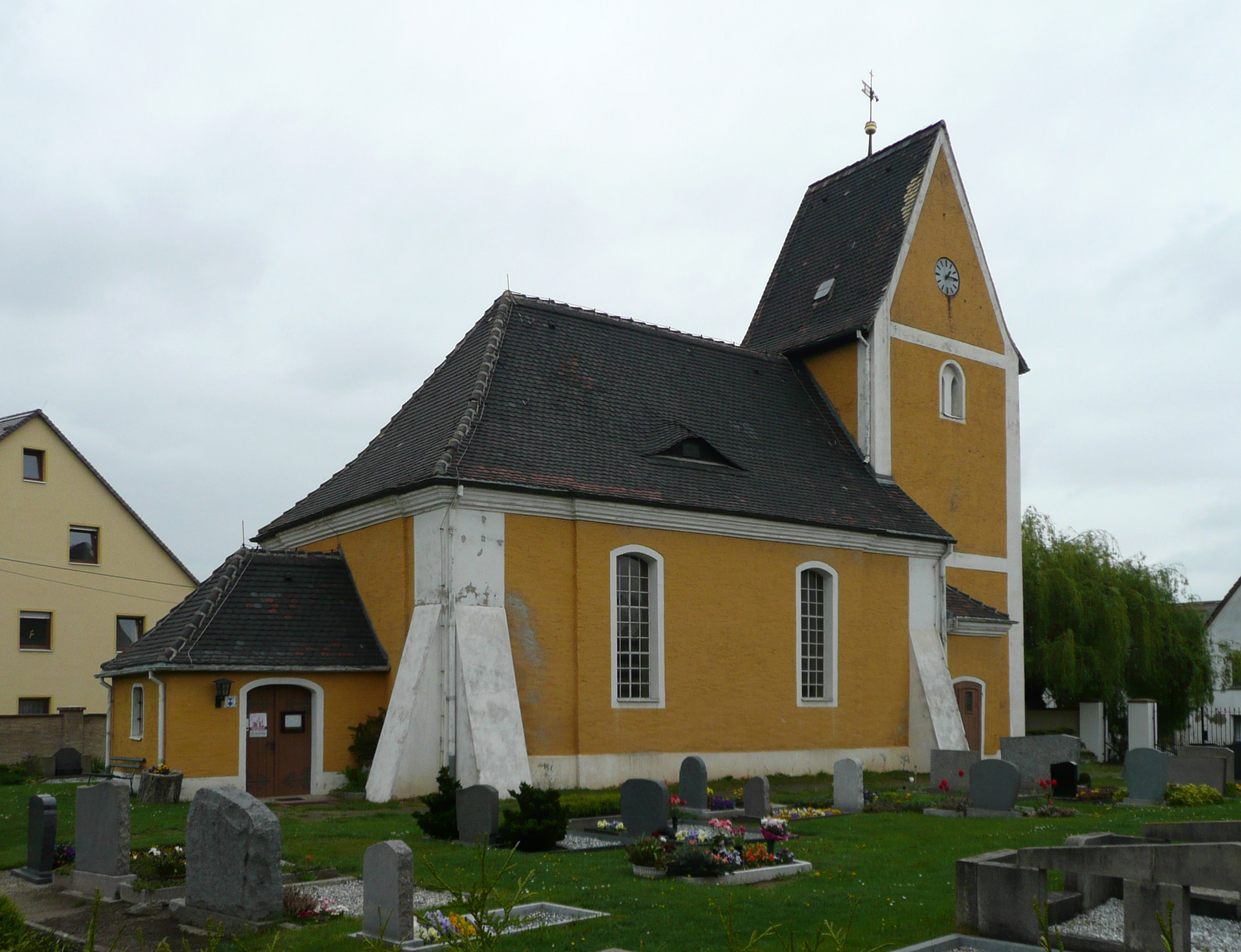
Kirche Althen (von Südwesten gesehen)